# Primärgruppe
Unter Primärgruppe versteht der Soziologe Charles H. Cooley eine solche, die durch intime Verbindungen mit Kontakten von Angesicht zu Angesicht und Kooperation charakterisiert ist.
Eine Primärgruppe ist in mehrerlei Hinsicht "primär"; aber hauptsächlich in diesem Sinne, dass sie fundamentale Bedeutung hat für die Herausbildung der sozialen Natur sowie der Ideale eines bestimmten Individuums. Das psychologische Ergebnis der intimen Verbindung ist das Verschmelzen der Individualitäten in ein gemeinsames Ganzes, so dass gerade das einzelne Selbst, in vielerlei Hinsicht zumindest, in dem gemeinsamen Leben und den Zwecken der Gruppe aufgeht. Die wohl einfachste Art und Weise, diese soziale Ganzheit zu beschreiben, besteht darin, es ein "Wir" zu nennen. Es involviert die Art von sozialem Einfühlen und wechselseitiger Identifikation, für die "Wir" der natürliche Ausdruck ist. Man lebt im Gefühl des Gesamten und findet die Hauptziele seines Willen in diesem Fühlen.
Im Hintergrund dieses Begriffs steht Cooleys besondere Auffassung der sozialen Natur des Menschen. Gesellschaft ist für Cooley eine mentale Organisationsweise von Individuen; er lehnt es als künstlich ab, Individuum und Gesellschaft begrifflich einander gegenüberzustellen.

## Strukturmerkmale von Primärgruppen
Cooley nennt deren fünf:
- die Kommunikation der Gruppenmitglieder von Angesicht zu Angesicht (face-to-face)
- geringe Spezialisierung/Arbeitsteilung
- relative Beständigkeit der Primärgruppe (z. B. Familie)
- eine geringe Mitgliederzahl (mindestens 2 bis 3)
- vergleichsweise große Intimität der Gruppenmitglieder zueinander (z. B. Familie, enge Freunde)

Diese Merkmale sind auch wesentlich für die Gruppendynamik von Primärgruppen. Diese Strukturmerkmale werden methodologisch als Idealtypus gebraucht, da nicht unbedingt jede Primärgruppe durch sie charakterisiert werden kann.
Dem gegenüber stehen die Sekundärgruppen, die im Laufe des Lebens für das Individuum eine ganze andere Art von Bedeutung und Funktion gewinnen können.